# Mikroregion Almenara

Almenara

Mikroregion Almenara – mikroregion w brazylijskim stanie Minas Gerais należący do mezoregionu Jequitinhonha.

## Gminy
- Almenara
- Bandeira
- Divisópolis
- Felisburgo
- Jacinto
- Jequitinhonha
- Joaíma
- Jordânia
- Mata Verde
- Monte Formoso
- Palmópolis
- Rio do Prado
- Rubim
- Salto da Divisa
- Santa Maria do Salto
- Santo Antônio do Jacinto